# Emmanuelle Amsellem
Emmanuelle Faivre-Pierret, dite Emmanuelle Amsellem, née à Cannes le 22 juin 1962, est une artiste-peintre non-figurative qui se distingue depuis 2007 par le choix d’un genre, le monochrome, avec un medium, la peinture à l’huile sur toile de lin, et une technique, le pointillisme au couteau à palette. Cette méthode, qui a été mise au point à partir de l’observation d’un tableau de Paul Signac, Notre-Dame de Paris (1921), a été définie par le philosophe et éditeur Arthur Cohen comme un « néo-impressionnisme abstrait ».

## Biographie
Emmanuelle Amsellem grandit en Franche-Comté, dans le Territoire-de-Belfort. Son grand-oncle est l’abbé René Bolle-Reddat, chapelain de Notre-Dame-du-Haut (cette célèbre chapelle a été construite de 1953 à 1955 à Ronchamp par son ami Le Corbusier). La fascination que cet édifice et ses vitraux ont exercée sur l’artiste dès sa jeunesse a fondé son goût pour l’architecture et sa recherche picturale de la lumière. Arrivée à Paris en 1981, Emmanuelle Amsellem renonce un an plus tard à la sculpture, à laquelle elle s’était initialement vouée, pour se consacrer exclusivement à la peinture. Elle suit alors des cours de dessin à l’Académie de la Grande Chaumière mais demeure autodidacte pour l’exercice de la couleur. Parallèlement à la peinture, l’artiste ne cesse de travailler pour subvenir à ses besoins : grâce à Juliette Darle (1921-2013) et André Darle, elle est notamment attachée de presse pour la revue « Le Temps des Poètes » et, en 1982, a le privilège d’être présentée à Louis Aragon lors du Festival de la Poésie Murale. En 1985, elle fait la connaissance du sculpteur Alexandre-Robert Rigaut. Grâce à lui, elle rencontre Jacques Busse, qui l’exhorte à la peinture à l’huile. Dès l’âge de 26 ans, elle entre sur concours au Salon des réalités nouvelles au Grand-Palais : elle y exposera de 1987 à 1994.

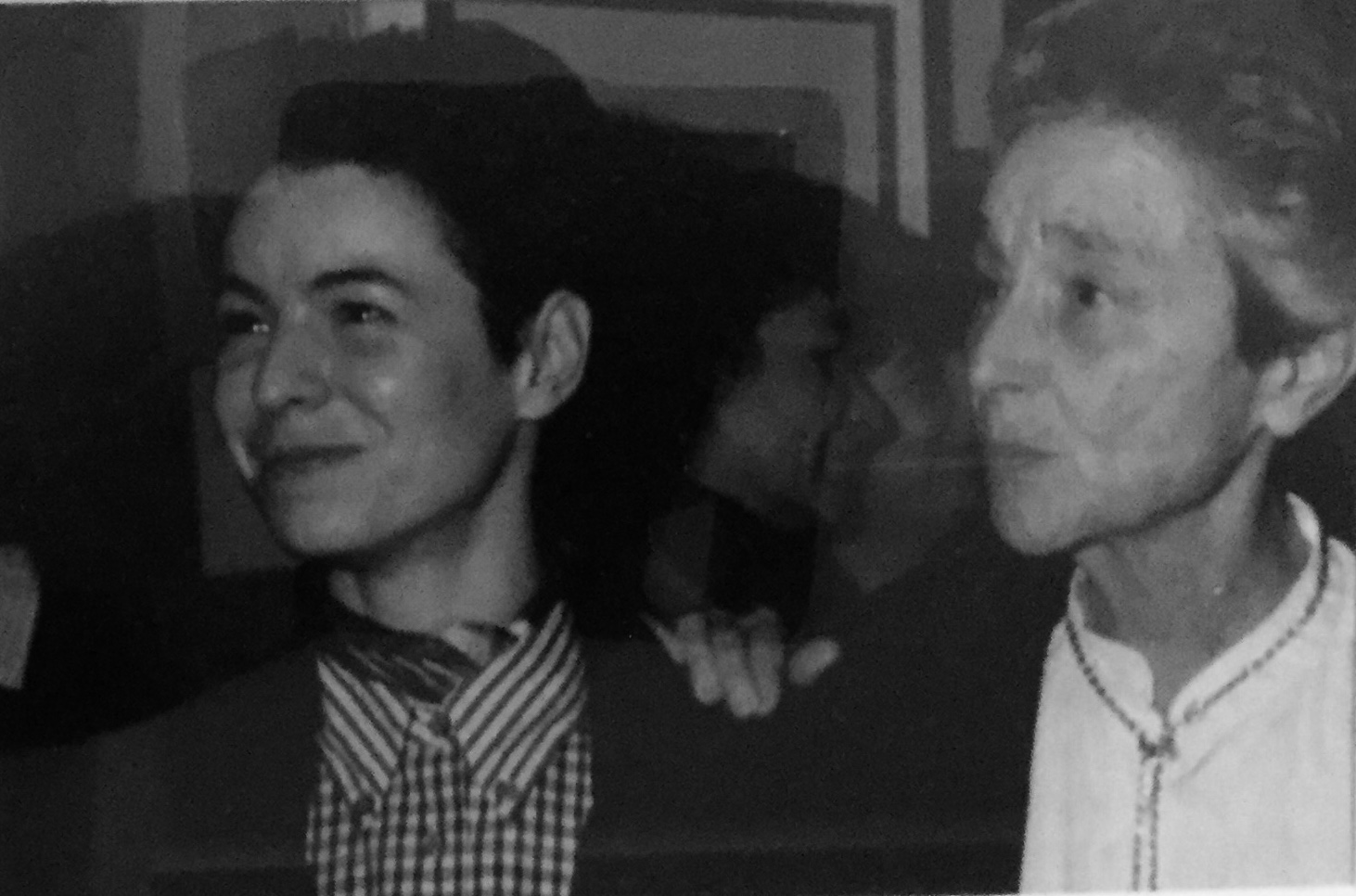
Marie-Claire Mendès France et l'artiste lors du vernissage de l'exposition à l'Espace Gard en 1991

En 1988, le peintre rencontre la collectionneuse Marie-Claire Mendès France (1921-2004), qui devient sa marraine, met à sa disposition un atelier et lui permet d’avoir accès à un tableau de Signac qu’elle possède, Notre-Dame. Automne dit aussi Notre-Dame de Paris (1921). La révélation du divisionnisme est déterminante, qui permet à l’artiste de passer peu à peu du style matiériste de ses débuts à une manière pointilliste grâce au genre du paysage. En 1994, ses toiles suscitent l’intérêt d’Arnaud d’Hauterives, académicien et alors conservateur au musée Marmottan, qui soutiendra sa peinture et saluera son « travail méticuleux et patient » mis au service d’une « technique [...] délicate et précise, finement maîtrisée » . En 2003, Emmanuelle Amsellem fait la connaissance de James Klosty, photographe de Merce Cunningham et ami de John Cage comme de Jasper Johns : il devient l’un de ses collectionneurs et lui présente, le 7 décembre 2007, le chorégraphe américain. Cette rencontre est décisive dans la mesure où elle lui révèle qu’il est enfin temps de passer du genre encore figuratif du paysage, polychrome, à celui, non-figuratif, du monochrome : bleu, de 2007 à 2009, noir, de 2009 à 2010, blanc, en 2011, puis en alternant les trois couleurs à partir de 2011.

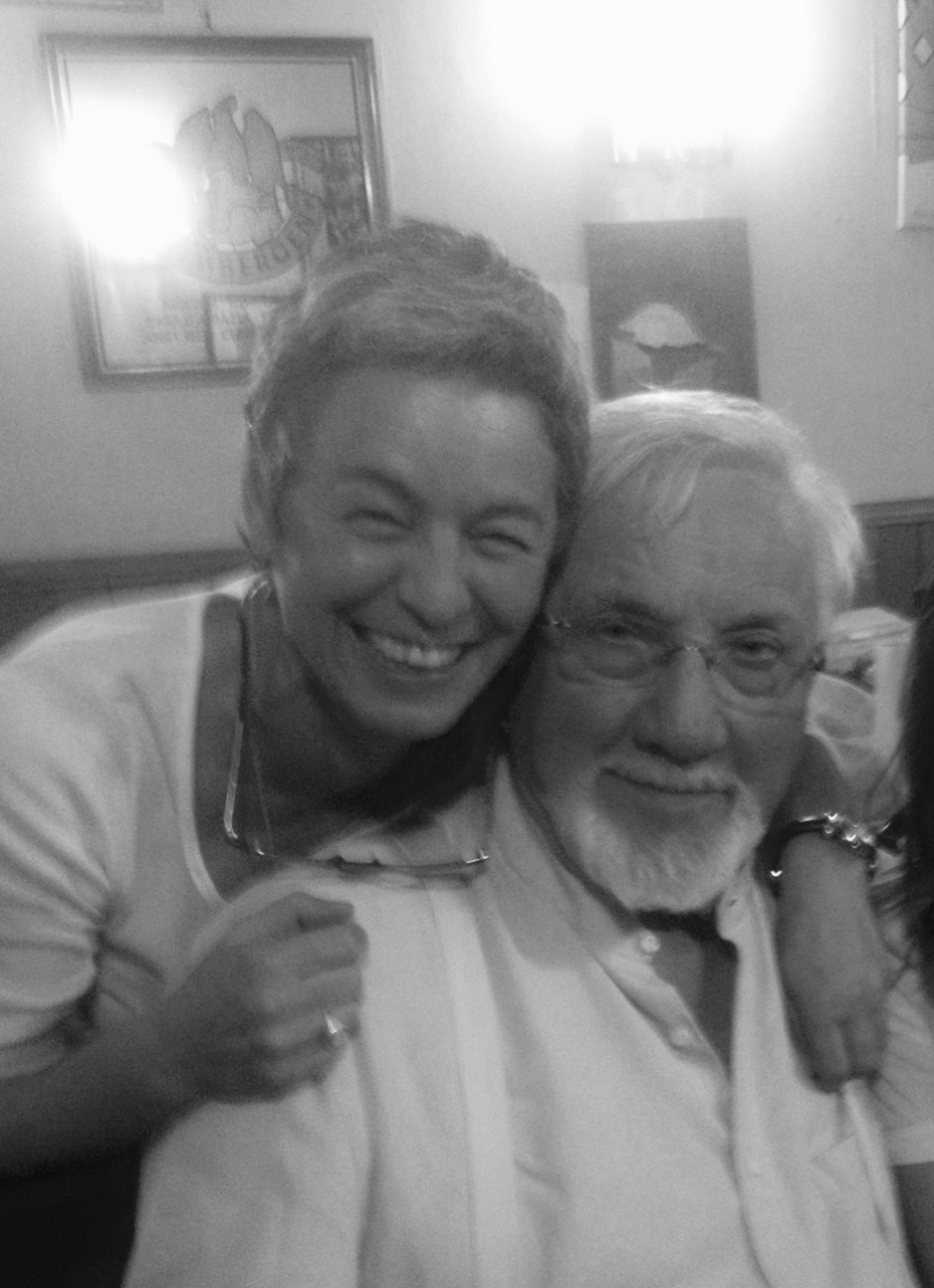
Le sculpteur jean Cardot et l'artiste en 2011

Le 18 novembre 2009, Emmanuelle Amsellem reçoit le Prix Claude Berthaut que l’Académie des Beaux-Arts lui décerne pour l’ensemble de son œuvre et qu’elle reçoit sous la coupole de l’Institut de France. Ce prix lui est accordé notamment par les suffrages du sculpteur Jean Cardot et de peintres comme Arnaud d’Hauterives, alors Secrétaire Perpétuel, et Zao Wou-Ki. Ses monochromes pointillistes attirent l’attention de critiques d’art comme l’éditeur Arthur Cohen ou Florent Founès et inspirent au compositeur américain Robert Alpert sa Suite bleue (2008). En 2010, Arthur Cohen présente des reproductions des toiles d’Emmanuelle Amsellem à des maîtres qui en reconnaissent la qualité, tels qu’Avigdor Arikha, Pierrette Bloch ou Pierre Soulages, qui lui accorde sa « bénédiction ,, ». Le directeur de la galerie Jeanne Bucher, Jean-François Jaeger, qu’elle connaît depuis 1981 et qui a vu ses monochromes bleus lors d’une exposition en 2009, visite son atelier le 14 septembre 2014 et écrit un texte qui sera la préface de la première monographie consacrée à l’artiste, Emmanuelle Amsellem : vers la couleur cathédrale par Sébastien Mullier, livre publié le 13 mars 2015 par les Éditions Hermann.

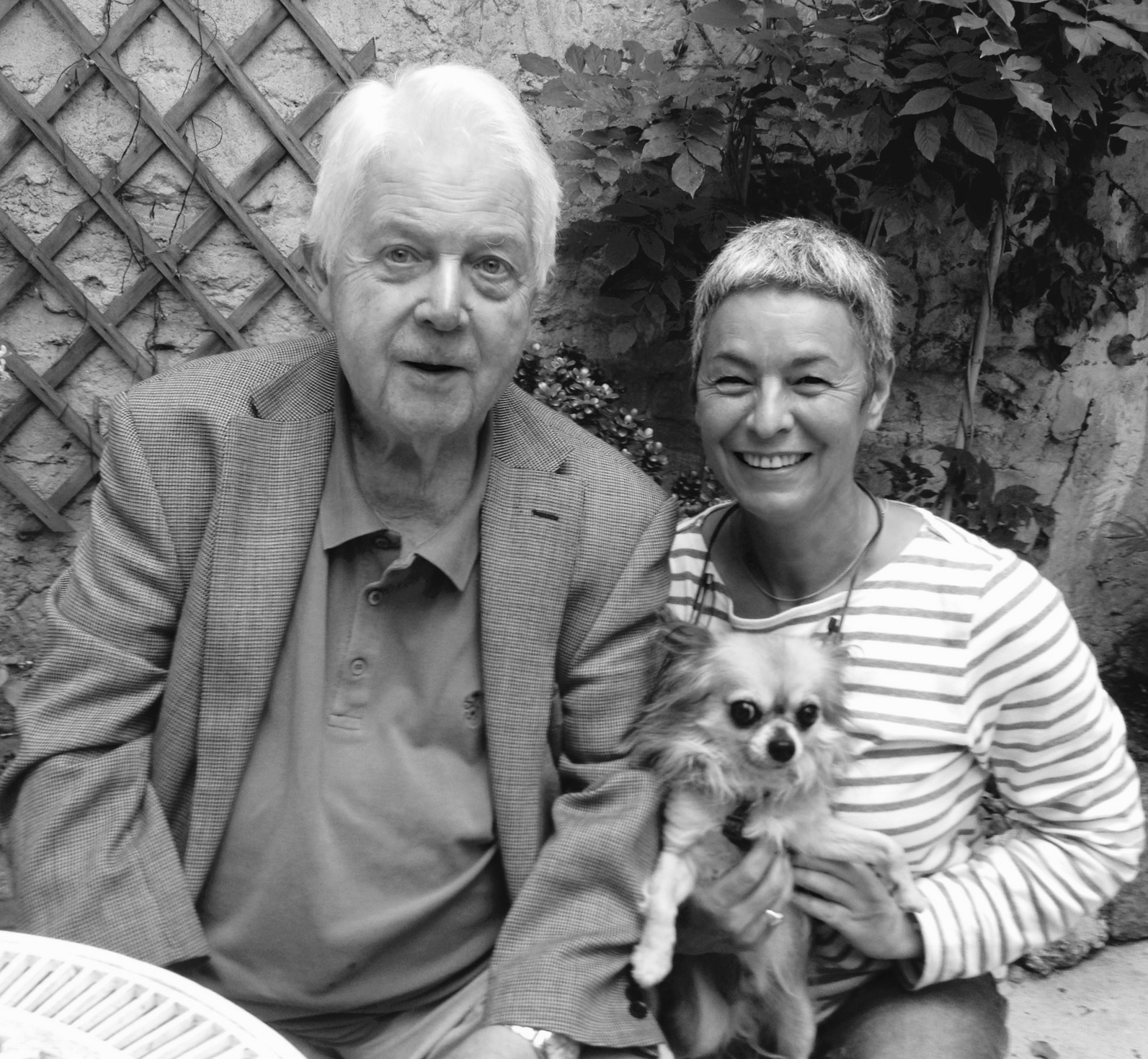
Emmanuelle Amsellem et Jean-François Jaeger dans l'atelier rue Mouton-Duvernet, 2014

## L’œuvre
Après des débuts matiéristes caractérisés par l’emploi de techniques mixtes et les expérimentations (1981-1987) puis une période de peinture à l’acrylique (1987-1993), Emmanuelle Amsellem se consacre à la peinture à l’huile sur toile de lin, et à un instrument, le couteau à palette. Elle explique en ces termes sa révélation du pointillisme survenue en 1988 : 
"Un tableau de Paul Signac (intitulé Notre-Dame de Paris) me fascinait particulièrement : chaque fois que je le regardais, il était différent [...].

	Je me demandais pourquoi et comment, suivant l’approche de Signac, ces points jetés sur une toile avaient une vie indépendante et agissaient les uns sur les autres pour faire chatoyer les formes, les couleurs, les points d’ombre et de lumière. Jusqu’au moment où j’ai compris ce qu’étaient la fragmentation et la défragmentation. Mais comment faire pour ne pas tomber dans l’imitation ? Utiliser une technique totalement différente pour obtenir un pointillisme interactif avec le sujet. Impossible au pinceau. Il ne me restait qu’un outil : le couteau [...]. Mes recherches et ma méthode picturale m’ont alors naturellement conduite à appliquer la couleur au couteau par petites touches, avec les pressions nécessaires pour rendre l’à-plat, le relief et les échappées de lumière".
L’idée de l’artiste est de déduire l’œuvre picturale de la « vie » des pigments à l’huile compris dans leur organicité naturelle, c’est-à-dire de leurs propriétés visuelles (chromatiques et lumineuses) et chimiques. Ces propriétés, à l’état latent dans les pigments, seront éveillées et activées par la « fragmentation » exercée par l’usage du couteau dans la peinture encore fraîche, la touche. Le résultat en sera le chatoiement de la matière pigmentaire, à la fois dans l’espace et dans le temps. Mais l’invention de cette technique est tout entière subordonnée à une recherche spirituelle :  
"Emmanuelle Amsellem attribue aux couleurs elles-mêmes la faculté de « réfléchir », au sens à la fois lumineux et intellectuel : chaque pigment à l’huile se voit reconnaître une « intelligence », l’intelligence de la lumière. C’est dans toutes ces réactions matérielles entre les teintes que l’artiste a su inventer sa morale de la couleur." 
Cette spiritualité de la peinture se rapproche alors d'une forme de mystique : 
"Il y a, confie le peintre, une merveille dans cette « magie » qu’est « la chimie des pigments ». Ce miracle aurait un nom, celui de la grâce : la lumière ne proviendrait plus de l’extérieur, comme jadis d’un rayon céleste, mais de l’intérieur même de la toile, par les seules propriétés de la matière. La grâce n’est-elle pas l’attribut que l’artiste avait reconnu au tableau si éclatant de Signac, Notre-Dame de Paris ? La lumière est bien cet « essentiel » qu’Emmanuelle Amsellem cherchait dans la couleur. Art « spirituel », la peinture s’élèverait alors à la puissance du vitrail."
C’est dans l’acheminement de la peinture vers la lumière du vitrail (qu’il soit profane ou sacré, verrière civile ou rosace d’église) que réside le caractère spirituel du monochrome. 
"Par le bleu, puis le noir et enfin le blanc, Emmanuelle Amsellem subsume sous les espèces du monochrome – le genre absolu – les cathédrales médiévales et les bâtiments du Bauhaus, faisant de chaque toile la synthèse possible du vitrail, du labyrinthe, du paravent et de l’échiquier... « L’art », dit-elle, « c’est éveiller, réveiller, réchauffer – élever » : usant de formes spirituelles (à la fois intellectuelles et sacrées), l’artiste a inventé une technique d’où se dégagerait la seule mystique possible dans l’opacité de notre siècle naissant, une technique susceptible de produire de la lumière et confiée aux hommes afin qu’ils s’orientent vers le futur et dans la grâce, – la couleur cathédrale."
La « couleur cathédrale » s’inscrit dans une histoire de la peinture et serait le résultat d’une entreprise. Il s’agirait de tenter une synthèse entre les deux siècles d’art auxquels appartiennent les peintres qu’admire Emmanuelle Amsellem : le XIXe siècle des maîtres impressionnistes et néo-impressionnistes (Monet et Signac) et le XXe siècle des fondateurs de l’art abstrait (Kandinsky et Malévitch), des paysagistes abstraits (Vieira da Silva, Nicolas de Staël ou Zao Wou-Ki) et de peintres comme Poliakoff ou Rothko… Ainsi pourrait s’interpréter son « néo-impressionnisme abstrait ».

### 1990-2007 : la période des paysages
Des voyages ou des résidences initient le peintre aux paysages de l’Île-de-France (le Vexin) et de la Méditerranée (le Gard ou Israël). La recherche picturale de la chimie des pigments et de leurs interactions répond à la contemplation des harmonies de la Nature, des aspects d’une matière soumise au principe du passage à la fois dans l’espace et dans le temps, matière infiniment divisible et mobile (nuages, champs, déserts, mers…) d’où se dégagerait ce que le peintre désigne comme une "musique" ou de "poésie". Cette recherche conduit l’artiste à élaborer ce qu’elle appelle « Illusion du paysage », nom qui pourrait correspondre aux genres singuliers du paysage mental et du paysage fractal, dans la continuité du divisionnisme (Signac), du paysagisme abstrait (Staël) et de l’abstraction atmosphérique (Zao Wou-Ki).

### 2007-2009 : la période bleue
Le genre du monochrome coïncide avec le choix de la peinture non-figurative. L’artiste, qui a choisi quatorze pigments bleus, inaugure une série de trois exercices : les Monochromes, toiles monopigmentaires, les Variations, œuvres qui combinent deux à trois pigments (juxtaposés ou mélangés), et les Figures, tableaux qui eux aussi associent deux à trois pigments (exclusivement juxtaposés). Emmanuelle Amsellem assigne à la couleur bleue trois valeurs symboliques associées à la sagesse et à l’intériorité : le bonheur, la sérénité et la connaissance. Les Variations relèvent de la non-figuration inspirée de la Nature, de la fenêtre et du paysage nocturne (la forêt ou la mer), en se référant aux processus mentaux de la vision, du rêve et de la visualisation. Les Figures procèdent quant à elles de la non-figuration proche de l’abstraction géométrique et de formes symboliques (mathématiques, architecturales ou ésotériques) comme le cercle, l’échelle, l’escalier, l’échiquier ou le labyrinthe… Le principe de la division, qu’il régisse la fragmentation de la matière pigmentaire par le couteau ou la géométrie de la figure, oriente le monochrome bleu vers l’art du vitrail et vers la recherche de la lumière, lumière de la connaissance ou de l’âme elle-même.

### 2010-2011 : la période noire

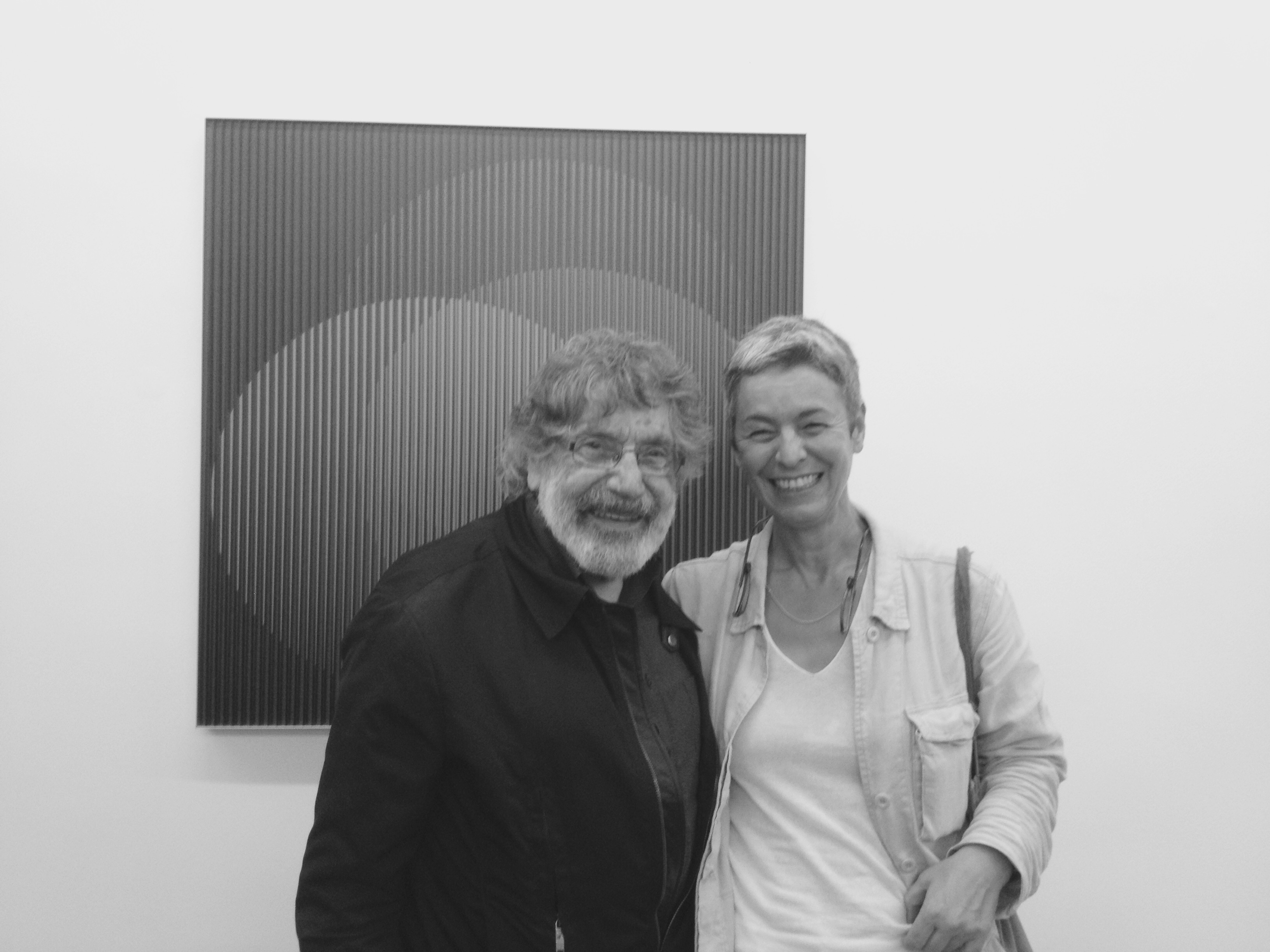
Emmanuelle Amsellem et Carlos Cruz-Diez, à la Galerie Gimpel&Müller, Paris, septembre 2014

Le peintre, qui a élu cinq pigments, assigne au noir trois valeurs symboliques : l’exigence, la rigueur et la perfection. L’ambition est de montrer que le noir est moins une non-couleur qu’une couleur capable de chatoiement et d’iridescence, une couleur lumineuse. L’artiste reprend les trois exercices des Monochromes, des Variations et des Figures, privilégiant la géométrie de formes mathématiques et philosophiques comme l’échiquier à trois joueurs, qui lui permet d’inventer un Jeu du Hasard et de la Nécessité, ou le labyrinthe à voies multiples (avec la forme du triptyque). Placés parfois sous le signe du luxe et de l’élégance, les « Noirs » s’inspirent également des courants esthétiques du Bauhaus et de l’Art Déco, ainsi que des formes attachées à un art de vivre, celles de l’architecture et des arts décoratifs (du paravent ou du panneau mural au vitrail civil). Les Figures permettent au peintre d’expérimenter la perspective parallèle ou encore, selon le modèle du diamant ou du prisme, la troisième dimension et la géométrie saillante. L’enjeu en est moins formel que spirituel : il s’agit de faire de chaque tableau noir un véritable habitacle, une chambre des esprits où pourraient résider les âmes, celles des défunts.

### 2011-2019 : la période blanche et le retour au bleu et au noir
Le blanc est aux yeux du peintre la couleur du silence, de la divinité et de l’absolu. Couleur qui n’est que lumière, le blanc impose à l’artiste, qui a restreint sa palette à trois pigments, sa difficulté et son exigence : il s’agit de peindre à la limite du visible et de l’invisible, comme s’il fallait revenir à la naissance ou au principe de la peinture, dans une forme de réduction à l’essentiel, d’ascèse de l’art ou d’envol vers l’éther. L’architecture prismatique des Figures, dont la géométrie saillante est un appel à la lumière, s’inspire autant de la fonctionnalité qui caractérise les bâtiments du Bauhaus méditerranéen que de ce « Sublime abstrait [The Abstract Sublime] » que le critique d’art Robert Rosenblum avait notamment reconnu dans les temples abstraits de Rothko.
Après le blanc, l’artiste revient depuis 2011 au bleu et au noir pour explorer la troisième dimension, le grand format, le format octogonal (dans le souvenir de la rosace des cathédrales) ou le format hexagonal (qui s’inspire entre autres de jeux d’esprit ou de jeux de hasard comme la pièce d’échecs du Bauhaus, le Rubik’s Cube ou le dé)…

## L’atelier

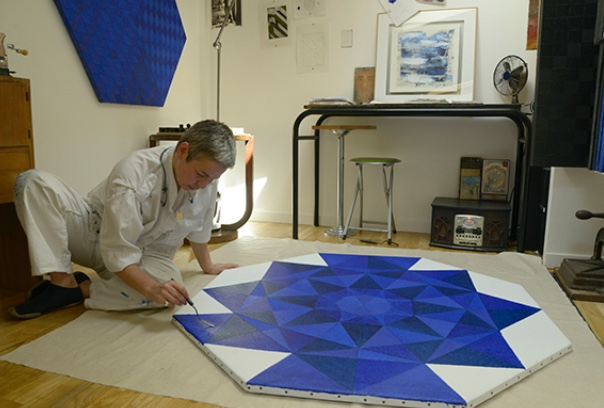
l'artiste peintre dans son atelier rue Mouton Duvernet

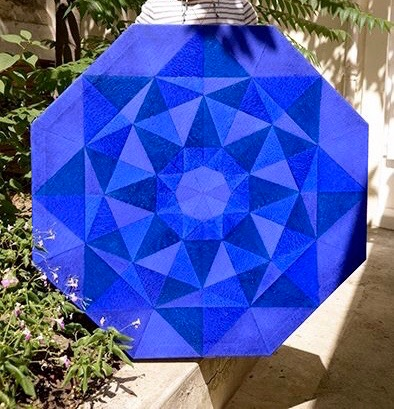
huile, sur toile de lin octogonale réalisée par Luc Michel, meilleur ouvrier de France

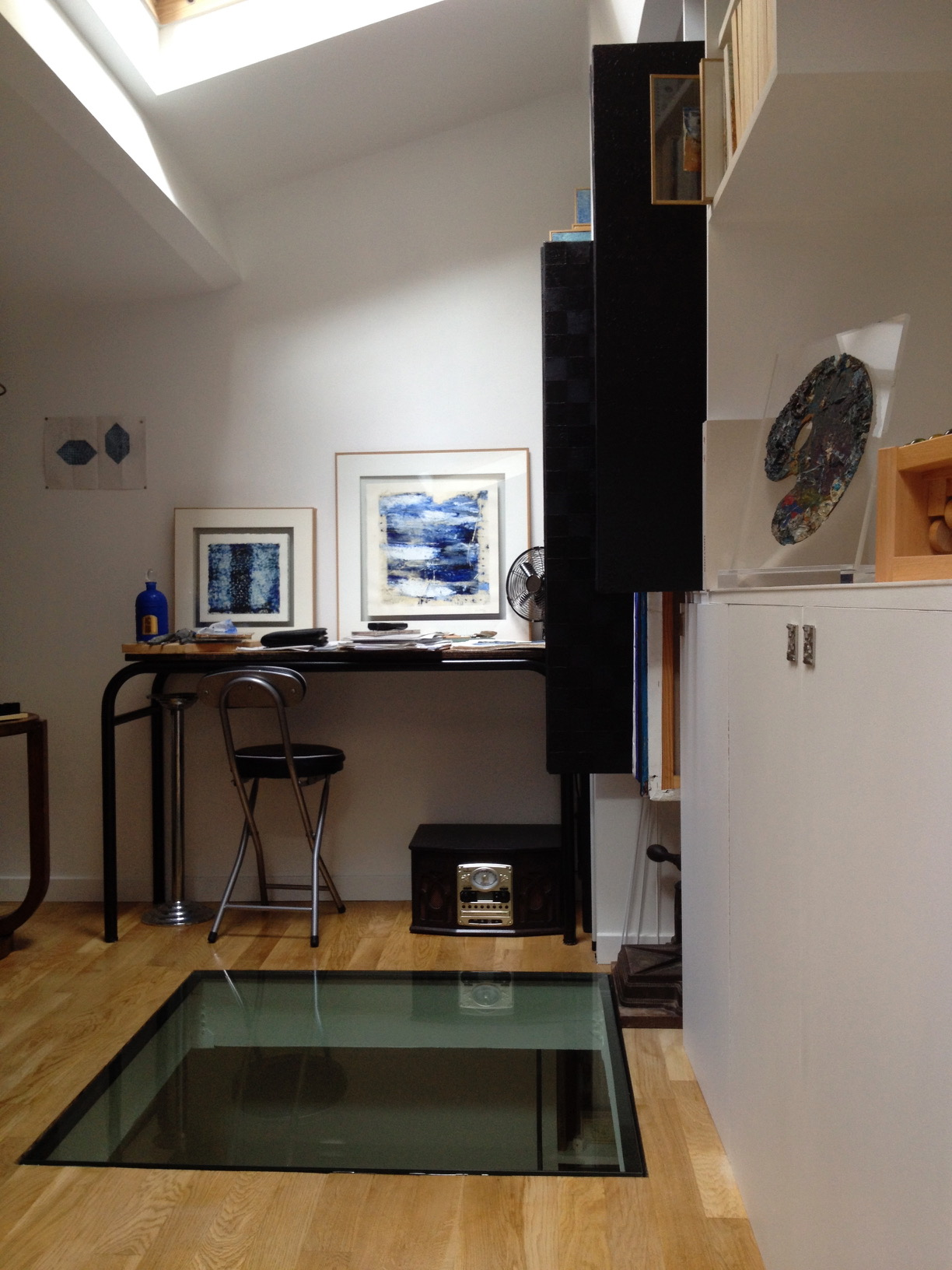
Photo de l'atelier rue Mouton Duvernet (75014 Paris)

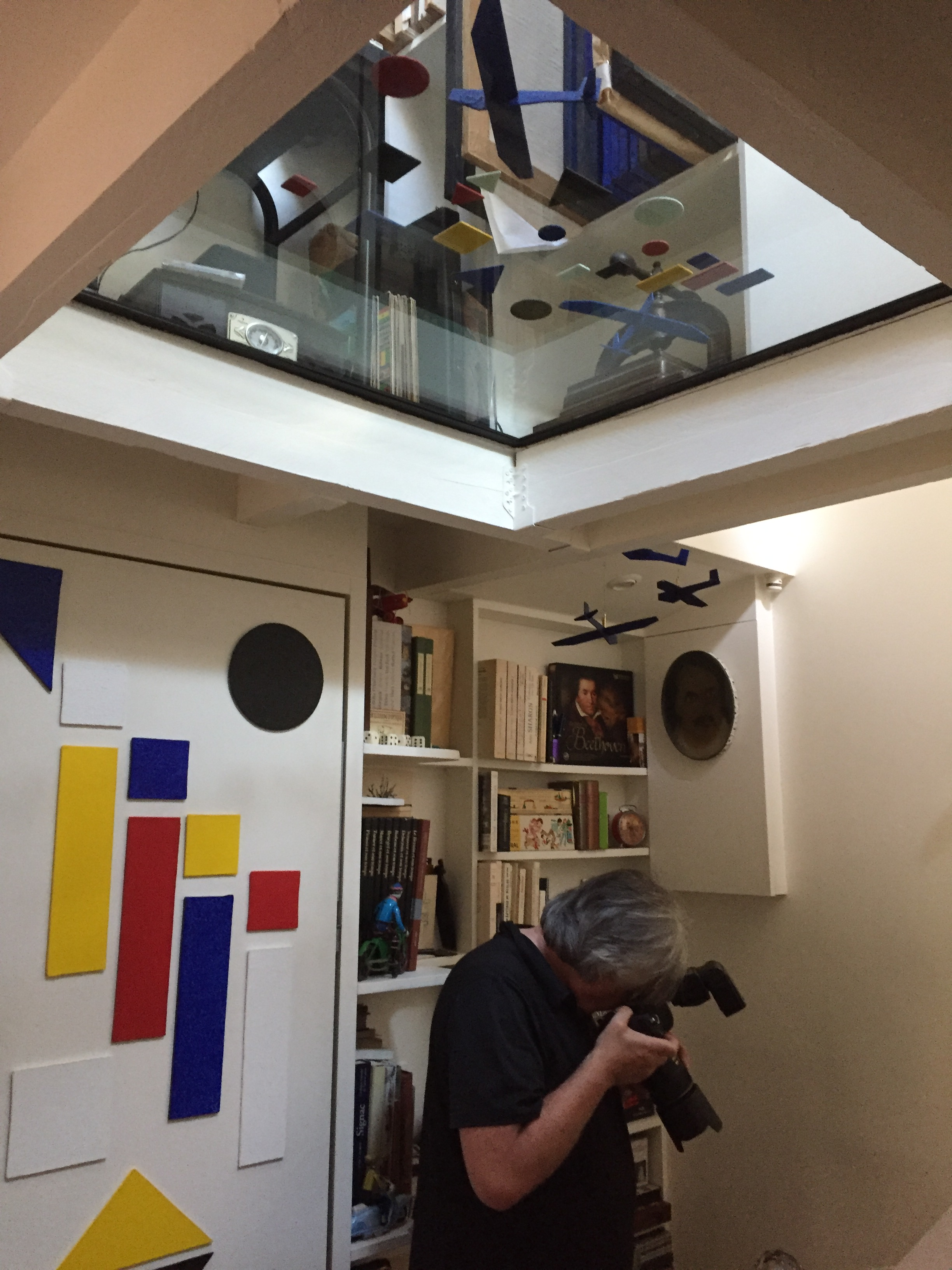
Yves Sarrans photographié par l'artiste elle-même dans son atelier rue Mouton Duvernet

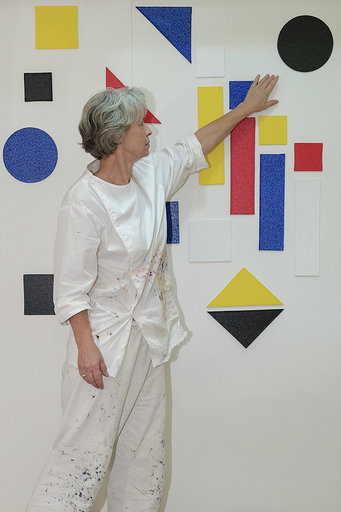
maquette d'une installation picturale

En juin 2013, Emmanuelle Amsellem installe son atelier personnel au 19 rue Mouton-Duvernet dans le 14e arrondissement de Paris. Cet atelier, imaginé par l’artiste, a été entièrement rénové sur ses conseils entre 2012 et 2013 et approuvé par l’architecte Nicolas Jacky, qui en réalise la maquette.
La structure intérieure de l’atelier révèle par sa géométrie rigoureuse qu’il a été conçu comme une véritable œuvre d’art, comme un tableau dans lequel il serait possible de vivre, un équivalent tridimensionnel des monochromes Figures blancs. L’idée est celle d’une peinture enfin devenue habitable.

## Résidences, prix et distinctions (sélection)

### Prix et distinctions
2019 : lauréate du Palmarès, Grand Trophée de la Méditerranée des Styles et des Arts – Marseille 2019, Concours artistique général des styles sous l’égide des Editions des musées et de la culture EDMC.
2009 : lauréate du Prix Claude Berthault, Académie des Beaux-Arts, Institut de France.
1992 : lauréate du Prix du Public, Diplôme Peinture et Couleurs, 62e Salon de Printemps, Clichy-la-Garenne.
1990 : lauréate de la Médaille d’Or de la Peinture Internationale, Diplôme Officiel du Jury, Salon des Turons, Tours.
1989 : lauréate du Diplôme du Jury et du Public, Osaka, Festival International Paris-Osaka.

### Résidences
2018 : Fondation Dufraine, Chars (Vexin), Académie des Beaux-Arts de l’Institut de France.
2011-2013 : Cité Internationale des Arts (Paris), Académie des Beaux-Arts de l’Institut de France, atelier Michel David-Weill.
2004-2007 : Fondation Dufraine, Chars (Vexin), Académie des Beaux-Arts de l’Institut de France.
1994 : Fondation Dufraine, Chars (Vexin) Académie des Beaux-Arts de l’Institut de France.

## Publications
Emmanuelle Amsellem. Vers la couleur cathédrale (préface de Jean-François Jaeger), Sébastien Mullier, Paris, Éditions Hermann, 2015, 164 pages,  (ISBN 9782705684006).
L’Argilète, no 3, « Plagiat et création », dossier spécial : « Rencontre avec Emmanuelle Amsellem » et « Un néo-impressionnisme abstrait. Sur les Variations d’Emmanuelle Amsellem » par Arthur Cohen (dir.), Paris, Éditions Hermann, 2011, p. 106-120.
Luminescences, catalogue électronique de l’exposition à la Galerie Philippe Gelot, 2018.
Christine Ducq, "La peinture-joyau ou la splendeur des bleus optiques", La Revue du spectacle, 23 janvier 2012.
Christine Ducq, "Luminescences", exposition des peintures d'Emmanuelle Amsellem, La Revue du spectacle, 11 mars 2018.